# فیلادلفیایی‌های جوان
فیلادلفیایی‌های جوان (انگلیسی: The Young Philadelphians) فیلمی در ژانر درام حقوقی به کارگردانی وینسنت شرمن است که در سال ۱۹۵۹ منتشر شد.

## بازیگران
- پل نیومن
- باربارا راش
- آلکسیس اسمیت
- رابرت وان
- برایان کیت
- پاول پیکرنی
- بیلی برک
- جان ویلیامز
- اوتوی کروگر
- رابرت داگلاس
- ادام وست
- ریچارد دیکون
- ایزابل السوم
- فرانک کانروی